# Le Pavillon-Sainte-Julie
 Le Pavillon-Sainte-Julie  es una población y comuna francesa, en la región de Gran Este, departamento de Aube, en el distrito de Troyes y cantón de Troyes-4.

## Demografía
| 152 | 148 | 136 | 181 | 221 | 219 |
| Para los censos de 1962 a 1999 la población legal corresponde a la población sin duplicidades (Fuente: INSEE [Consultar]) |     |     |     |     |     |